# Amphisopus lintoni
Amphisopus lintoni är en kräftdjursart som först beskrevs av Nicholls 1924.  Amphisopus lintoni ingår i släktet Amphisopus och familjen Amphisopidae. Inga underarter finns listade i Catalogue of Life.